# Lotus 81
A Lotus 81 egy Formula–1-es versenyautó, amelyet a Team Lotus tervezett és versenyeztetett az 1980-as Formula–1 világbajnokság során, valamint az 1981-es szezon első felében. Pilótái Mario Andretti és Elio de Angelis voltak, néhány versenyen illetve 1981-ben Andretti helyett pedig Nigel Mansell.

## Áttekintés
Elődeihez képest nem tartalmazott hatalmas innovációkat, és nem volt rossz autó: egy olyan korszaknak volt a terméke, amikor a csapatfőnök Colin Chapman érdeklődése a sportág iránt már csökkenőben volt. Egy teljesen hagyományosnak mondható, a szívóhatást (ground effect) mozgó oldalelemekkel segítő kasztnit hajtott a jól bevált Cosworth DFV motor. Remek leszorítóerőt generált, de továbbra is nagy gondok voltak az aszfalt hepehupásságára való érzékenységgel, ezért a csapat megkezdte a Lotus 88 fejlesztését a 81-es modell versenyeztetésével párhuzamosan.
1980-ban valamennyi versenyen az Andretti-De Angelis párossal álltak ki, három futamon pedig bemutatkozhatott Nigel Mansell is. Legjobb eredményük egy második hely volt Brazíliában.
A csapat 1981-ben már a Lotus 88-assal szeretett volna versenyezni, de a forradalmian új, ikerkasztnis kivitel miatt több csapat is óvást jelentett be. Emiatt arra voltak kényszerülve, hogy 1981-ben is a 81-essel versenyezzenek. Az első három futamon és Belgiumban használták a kocsit, San Marinóban pedig tiltakozásképp el sem indultak a versenyen, mert a 88-as modell tiltását továbbra is fenntartották. A belgiumi dobogót követően a 81-est a Lotus 87 váltotta fel.

## Eredmények
(félkövérrel jelölve a pole pozíció, dőlt betűvel a leggyorsabb kör)
| Év   | Csapat           | Kasztni | Motor        | Gumik | Pilóták         | 1   | 2   | 3   | 4   | 5   | 6   | 7   | 8   | 9   | 10  | 11  | 12  | 13  | 14  | 15  | Pontok | Helyezés |
| ---- | ---------------- | ------- | ------------ | ----- | --------------- | --- | --- | --- | --- | --- | --- | --- | --- | --- | --- | --- | --- | --- | --- | --- | ------ | -------- |
| 1980 | Team Essex Lotus | 81      | Cosworth DFV | G     |                 | ARG | BRA | RSA | USW | BEL | MON | FRA | GBR | GER | AUT | NED | ITA | CAN | USA |     | 14     | 5.       |
| 1980 | Team Essex Lotus | 81      | Cosworth DFV | G     | Mario Andretti  | KI  | KI  | 12  | KI  | KI  | 7   | KI  | KI  | 7   | KI  | 8   | KI  | KI  | 6   |     | 14     | 5.       |
| 1980 | Team Essex Lotus | 81      | Cosworth DFV | G     | Elio de Angelis | KI  | 2   | KI  | KI  | 10  | 9   | KI  | KI  | 16  | 6   | KI  | 4   | 10  | 4   |     | 14     | 5.       |
| 1980 | Team Essex Lotus | 81B     | Cosworth DFV | G     | Nigel Mansell   |     |     |     |     |     |     |     |     |     | KI  | KI  | NK  |     |     |     | 14     | 5.       |
| 1981 | Team Essex Lotus | 81B     | Cosworth DFV | M     |                 | USW | BRA | ARG | SMR | BEL | MON | ESP | FRA | GBR | GER | AUT | NED | ITA | CAN | CPL | 22*    | 7.       |
| 1981 | Team Essex Lotus | 81B     | Cosworth DFV | M     | Nigel Mansell   | KI  | 11  | KI  |     | 3   |     |     |     |     |     |     |     |     |     |     | 22*    | 7.       |
| 1981 | Team Essex Lotus | 81B     | Cosworth DFV | M     | Elio de Angelis | KI  | 5   | 6   |     | 5   |     |     |     |     |     |     |     |     |     |     | 22*    | 7.       |

* Ebből 9 pontot szereztek a 81.es modellel.

## Fordítás
Ez a szócikk részben vagy egészben  a   Lotus 81 című angol Wikipédia-szócikk ezen változatának fordításán alapul.  Az eredeti cikk szerkesztőit annak laptörténete sorolja fel. Ez a jelzés csupán a megfogalmazás eredetét és a szerzői jogokat jelzi, nem szolgál a cikkben szereplő információk forrásmegjelöléseként.